# Claudio Bandini
Claudio Bandini detto Batticuore (Faenza, 22 luglio 1969) è un fantino italiano.

## Carriera

### L'ascesa e le prime vittorie
Tra i fantini attualmente in attività, Bandini può essere sicuramente considerato uno dei talenti più precoci: il suo primo successo importante, infatti, lo ottenne nel 1988, vincendo il Palio di Ferrara ad appena 19 anni. Questa affermazione gli spianò la strada verso il Palio di Siena: ebbe infatti l'opportunità di montare per la Contrada della Chiocciola alla prima prova del Palio dell'Assunta del 1989. Opportunità che si ripeté l'anno dopo, quando montò per la Contrada dell'Istrice durante la seconda e terza prova. Nel 1992 montò ancora per la Chiocciola, in occasione della prima prova del Palio del 16 agosto.
Nel 1993 arrivò anche l'esordio al Palio di Asti, con i colori del Comune di Canelli: tra la sorpresa generale, Bandini vinse la batteria eliminatoria e conquistò il secondo posto finale dietro a Giuseppe Pes. L'anno dopo passò al Comune di Castell'Alfero, piazzandosi nono in finale. Dopo due partecipazioni e un settimo posto col Rione San Martino-San Rocco, il fantino di Faenza ritornò a Castell'Alfero, stavolta per vincere, montando il sauro Pierino, all'epoca uno dei cavalli più forti in circolazione: la micidiale accoppiata Leone-Pierino conquistò 2 Palii consecutivi, nel 1997 e nel 1998, e un sesto posto nel 1999. Il sodalizio con il Comune castellano durò fino al Palio del Giubileo del giugno successivo, quando si piazzò nuovamente sesto montando Venerdì.
Nel Palio ordinario del 2000 riformò l'accoppiata con Pierino per difendere i colori del Rione San Paolo, ottenendo un secondo posto. Nei due anni successivi corse per il Rione Cattedrale, sempre in groppa a Pierino, col risultato di arrivare sempre in finale, ma senza riuscire a regalare al rione bianco-azzurro la vittoria attesa dal 1977.

### Da Leone a Batticuore
Il 6 luglio del 2003 avvenne un episodio clamoroso, che mise a rischio non solo la carriera, ma addirittura la vita del fantino di Faenza: durante il Torneo Equestre del Monferrato, Leone fu ricoverato d'urgenza in ospedale per un attacco cardiaco che lo portò sull'orlo della morte. Ripresosi completamente, tornò a correre l'anno successivo, vincendo il suo secondo Palio di Fucecchio con la Contrada Massarella (aveva vinto già l'anno precedente, con la stessa contrada). Il 2004 segnò anche l'esordio di Bandini al Palio di Siena, con i colori della Contrada Capitana dell'Onda, e fu proprio durante la segnatura per il Palio del 2 luglio che sostituì il soprannome di Leone (dovuto alla sua foltissima capigliatura bionda) con quello di Batticuore, a ricordo della brutta avventura dell'anno prima. Finora, quella del 2 luglio 2004 è la sua unica presenza al Palio di Siena.
Bandini, a partire dal 2004 ha ripreso a correre anche ad Asti con i colori del Borgo San Marzanotto, raccogliendo un terzo posto nel 2005. Nel 2006 ha anche preso parte al Palio di Ferrara correndo per la Contrada San Paolo e cogliendo il suo secondo successo in questa manifestazione. Tuttavia, tale vittoria non è stata ufficializzata: la cerimonia di assegnazione del Palio, infatti, è stata sospesa a causa delle risse scoppiate tra i contradaioli in seguito agli incidenti avvenuti in gara, in cui due cavalli si sono infortunati al punto di dover essere abbattuti.

## Palio di Fucecchio
Il palio d'esordio per Bandini a Fucecchio è nel 1997 per i colori della Contrada Cappiano su Pierino, Arrivando ad un soffio dalla vittoria,venendo superato sul palo da Angelo De Pau per la Contrada Querciola.
Nel 1998 corre per la Contrada Porta Bernarda ancora con Pierino rimediando però una caduta all'inizio del secondo giro.
Nel 1999 corre per la Contrada Ferruzza di nuovo con Pierino, non riuscendo però a trovare la vittoria.
Nel 2000 inizierà la storia d'amore con la Contrada Massarella correndo con Lakika arrivando 5º
Dopo alcune edizioni di assenza,Bandini tornerà a correre nel 2003 con la Contrada Massarella su Ombre Rosse.
La leggenda narra che questo cavallo fosse scarso e malato, il morale dei contradaioli Massigiani era a terra.
In batteria arrivò secondo esclamando che il cavallo gli stava rompendo le braccia da quanto andava veloce. In finale non avrà rivali dominando e vincendo di prepotenza l'edizione.
Nel 2004 la sorte affida a Massarella il miglior cavallo: Elisir Di Logudoro. La Contrada decide senza pensarci troppo di scegliere ancora Bandini per la monta. E arriverà la seconda vittoria.
Nel 2005 Corre due palii per la contrada Massarella uno con Le Musicien (non riuscendo a centrale la finale) e l'altro con Energold che dopo aver ottenuto il 2º posto in batteria otterrà il 4º posto in finale.
Nel 2006 ancora per Massarella corre il palio con Debellante partendo in testa e rimanendoci per mezzo giro. Concluderà 3°.
Nel 2007 segna il passaggio alla Contrada Torre storica rivale della Contrada Massarella correndo con Blue Moon e piazzandosi 7º.
Nel 2008 ancora per Torre correrà con Garcon De Sedini:
La batteria sarà condizionata da una caduta di tutti i fantini ad esclusione di Bandini,che sarà l'unico ad evitarla. Arrivato in finale senza troppi sforzi avrà il compito di non far vincere la nemica, nerbando e trattenendo,proprio davanti al settore della contrada Massarella, Gianluca Fais.
L'edizione 2009 sarà l'ultima apparizione di Claudio Bandini al Palio di Fucecchio.
Rimedierà una brutta caduta con Guru e la seguente eliminazione in batteria.

## Presenze al Palio di Siena
| Palio         | Contrada | Cavallo | Note   |
| ------------- | -------- | ------- | ------ |
| 2 luglio 2004 | Onda     | Didimo  | scosso |

## Presenze agli altri Palii

### Palio di Asti
| Palio            | Rione, Borgo, Comune        | Cavallo               | Piazzamento e premio  |
| ---------------- | --------------------------- | --------------------- | --------------------- |
| 1993             | Comune di Canelli           | Slavi                 | 2° (Borsa di monete)  |
| 1994             | Comune di Castell'Alfero    | Matta per Amore       | 9° (Acciuga)          |
| 1995             | Rione San Martino San Rocco | Lawra                 | 7°                    |
| 1996             | Rione San Martino San Rocco | Amarige               | Eliminato in batteria |
| 1997             | Comune di Castell'Alfero    | Pierino               | 1° (Palio)            |
| 1998             | Comune di Castell'Alfero    | Pierino (Pierino Bis) | 1° (Palio)            |
| 1999             | Comune di Castell'Alfero    | Pierino               | 6°                    |
| 2000 (Giubileo)  | Comune di Castell'Alfero    | Venerdì               | 6°                    |
| 2000 (Ordinario) | Rione San Paolo             | Pierino               | 2° (Borsa di monete)  |
| 2001             | Rione Cattedrale            | Pierino               | 6°                    |
| 2002             | Rione Cattedrale            | Pierino               | 3° (Speroni)          |
| 2004             | Borgo San Marzanotto        | Asso di Bastoni       | Eliminato in batteria |
| 2005             | Borgo San Marzanotto        | Cri Cri               | 3° (Speroni)          |
| 2006             | Borgo San Marzanotto        | Cri Cri (scosso)      | Eliminato in batteria |
| 2007             | Borgo San Marzanotto        | Ti Ti (scosso)        | 6°                    |
| 2008             | Borgo San Marzanotto        | Caporale              | Eliminato in batteria |
| 2009             | Comune di Canelli           | Spumantina            | Eliminato in batteria |
| 2010             | Comune di Castell'Alfero    | Gigi                  | Eliminato in batteria |
| 2012             | Comune di Castell'Alfero    | Oasi (Liquirizia)     | Eliminato in batteria |
| 2013             | Borgo San Lazzaro           |                       | Eliminato in batteria |
| 2014             | Borgo Viatosto              |                       | 6°                    |
| 2015             | Borgo Viatosto              |                       | Eliminato in batteria |

### Palio di Fucecchio
| Palio             | Contrada       | Cavallo            | Piazzamento           | Note               |
| ----------------- | -------------- | ------------------ | --------------------- | ------------------ |
| 25 maggio 1997    | Cappiano       | Pierino            | 2°                    |                    |
| 31 maggio 1998    | Porta Bernarda | Pierino (scosso)   | 6°                    |                    |
| 30 maggio 1999    | Ferruzza       | Pierino            | 5°                    |                    |
| 22 luglio 2000    | Massarella     | Lakika             | 5°                    | Palio del Giubileo |
| 8 giugno 2003     | Massarella     | Ombre Rosse        | 1°                    |                    |
| 23 maggio 2004    | Massarella     | Elisir di Logudoro | 1°                    |                    |
| 22 maggio 2005    | Massarella     | Le Musicien        | Eliminato in batteria |                    |
| 10 settembre 2005 | Massarella     | Energold           | 4°                    |                    |
| 21 maggio 2006    | Massarella     | Debellante         | 3°                    |                    |
| 20 maggio 2007    | Torre          | Blu Moon           | 7°                    |                    |
| 19 maggio 2008    | Torre          | Garcon De Sedini   | 7°                    |                    |
| 23 maggio 2009    | Torre          | Guru (scosso)      | Eliminato in batteria |                    |

## Vittorie
- Palio di Asti: 2 (1997, 1998)
- Palio di Fucecchio: 2 (2003, 2004)
- Torneo Equestre del Monferrato: 2
- Palio di Mordano: 1 vittoria (1990)
- Palio di San Vincenzo: 1 vittoria (2000)
- Palio di San Pietro: 1 vittoria (2002)
- Palio dei 10 Comuni di Montagnana: 2 (2014, 2015)